# Disques Carrère
Pour les articles homonymes, voir Carrère.
Disques Carrère, ou Carrere Records à l'étranger, est un label discographique français. Il est initialement fondé en 1962 en société de production de chansons par Claude Carrère et Jacques Plait, puis comme maison de disques en 1967. À partir de 1972, les Disques Carrère distribuent eux-mêmes leurs productions.

## Histoire
En 1962, la maison de productions est créée. En 1965, Jacques Plait quitte la société et Claude Carrère reste seul à la direction de l'entreprise musicale. En 1967, la maison de disques est lancée. Jusqu'en 1972, Philips assure la distribution des disques Carrère.
En 1972, la société de distribution de disques est créée. En 1977, la société décide de s'orienter également vers l'exportation (période disco). En 1989, Claude Carrère met en vente la société Disques Carrère à la major Warner. La société des Disques Carrère prend le nom de Carrère Music, Claude Carrère restant son président.
En 1995, Claude Carrère quitte la présidence de Carrère Music. À cette occasion, Warner décide de la nommer East West France. Claude Carrère décède le 10 avril 2014. Carrère reste le seul label français à avoir connu le succès à l'étranger, dont un hit aux charts contemporains aux États-Unis avec Friends and Lovers de Gloria Loring et Carl Anderson.

## Artistes
- Sheila : le contrat se termine par un procès en 1996[4],[5].
- Régine
- Ringo
- Santiana
- Marie-Paule Belle[Note 1]
- Roméo
- Linda de Suza
- Claude François : après la mort de Claude François en 1978, sa discographie pour la période 1976-1978 relève de Warner (ex-Carrère)[6],[Note 2]
- Sacha Distel
- Dalida
- Mireille Mathieu
- Julie Pietri
- Belle Époque
- Sandy Stevens
- Damien Archangeli[7]